# Slootmist

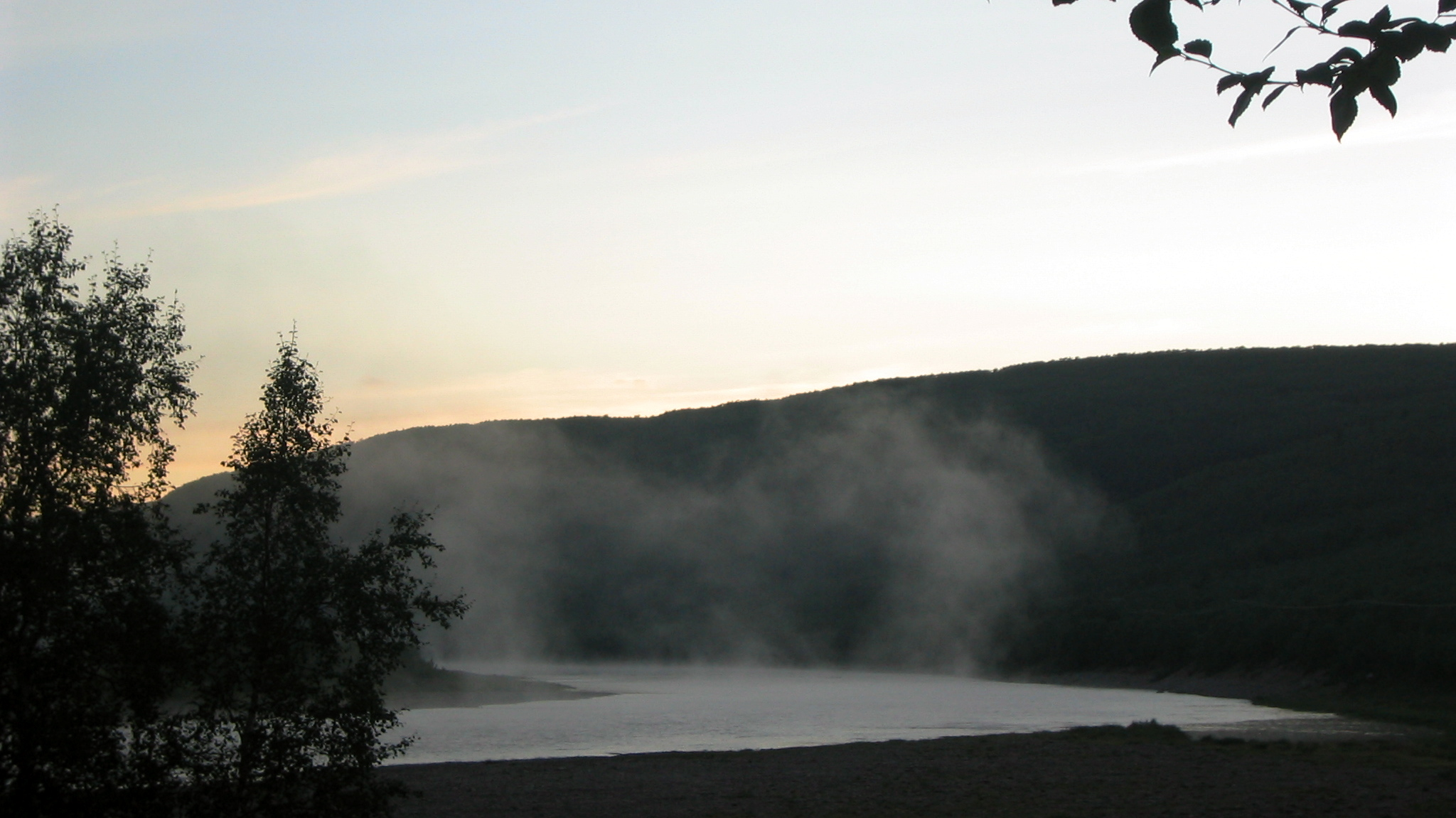
Slootmist

Slootmist is een advectieve mist die ontstaat als zeer koude lucht over een warme sloot, rivier of meer stroomt. In de avond koelt het land en daarmee de lucht daarboven sneller af dan het water. De lucht boven land wordt daardoor zwaarder en stroomt naar het lager gelegen water. Daar mengt het zich met de daar aanwezige verzadigde lucht en treedt oververzadiging op met condensatie en mistvorming tot gevolg op dezelfde manier als bij arctische zeerook.